# Adesmia sulina
Adesmia sulina là một loài thực vật có hoa trong họ Đậu. Loài này được Miotto miêu tả khoa học đầu tiên năm 1993.